# Вища міра (фільм, 1925)
«Вища міра» (англ. Capital Punishment) — німий чорно-білий фільм 1925 року. Довгий час вважався загубленим, але між 1987 та 1993 роками копія фільму була виявлена в кіноархіві Нідерландів.

## Сюжет
Криміналіст Гордон Гарінгтон укладає парі на 10 тисяч доларів зі своїм приятелем Гарі Філіпсом. Предметом суперечки є впевненість Харрінгтона в тому, що йому вдасться дискредитувати правосуддя і довести, що до вищої міри покарання нерідко засуджують зовсім невинних людей. Єдиною свідком цього незвичайного парі виявляється наречена Гарінгтона Мона Колдуел, до якої також небайдужий його друг. Філіпс відпливає на яхті, щоб зникнути на деякий час. Гарінгтон наймає Дена О'Конора, що недавно вийшов з в'язниці, щоб той зіграв роль удаваного вбивці Філіпса. О'Конор погоджується взяти участь в цій небезпечній, але добре оплачуваній виставі, так як перед весіллям зі своєю подружкою Делією Тейт гостро потребує коштів.
План Гарінгтона спрацьовує — Дена звинувачують у вбивстві, судять і засуджують до смерті на електричному стільці. Поки він сидить у камері смертників, між Філіпсом та Гарінгтон розгорається сварка, під час которої Гарінгтон випадково вбиває одного. Мона Колдуелл пропонує не повідомляти нічого поліції і надати О'Конору розплачуватися за злочин, який той не скоював. Зрозумівши, що його зрадили, О'Конор намагається переконати суддів, що все підлаштовано, але Гарінгтон заперечує свою участь в змові. Зрештою Дену на допомогу несподівано приходить Мона, яка дає свідчення проти нареченого і підтверджує, що саме він убив Філіпса.

## У ролях
- Джордж Гакаторн — Ден О'Конор
- Еліот Декстер — Гордон Гарінгтон
- Маргарет Лівінгстон — Мона Колдуел
- Роберт Еліс — Гарі Філіпс
- Клара Боу — Делія Тейт